# Noyers-Missy
Noyers-Missy est une ancienne commune française située dans le département du Calvados en région Normandie. Elle est créée le 1er janvier 2016 par la fusion de deux communes, sous le régime juridique des communes nouvelles. Les communes de Missy et Noyers-Bocage deviennent des communes déléguées jusqu'au 1er janvier 2017, date à laquelle les deux anciennes communes restent des communes déléguées au sein de la commune nouvelle de Val d'Arry.

## Géographie
| Vendes                                                                                         | Tessel                                 | Grainville-sur-Odon         |
| Monts-en-Bessin                                                                                | Noyers-Missy                           | Grainville-sur-Odon, Gavrus |
| Monts-en-Bessin, Villy-Bocage, Parfouru-sur-Odon, Tournay-sur-Odon (comm. nouv. de Val d'Arry) | Le Locheur (comm. nouv. de Val d'Arry) | Bougy                       |

## Toponymie
Le nom de la commune est la juxtaposition des deux toponymes des communes déléguées.

## Histoire
La commune est créée le 1er janvier 2016 par un arrêté préfectoral du 9 décembre 2015, par la fusion de deux communes, sous le régime juridique des communes nouvelles instauré par la loi no 2010-1563 du 16 décembre 2010 de réforme des collectivités territoriales. Les communes de Missy et Noyers-Bocage deviennent des communes déléguées et Noyers-Bocage est le chef-lieu de la commune nouvelle.
Noyers-Missy est intégrée le 1er janvier 2017 à la commune nouvelle de Val d'Arry par un arrêté préfectoral du 8 septembre 2016, formée par la fusion de trois communes, sous le régime juridique des communes nouvelles. Les communes du Locheur, Noyers-Bocage, Missy et Tournay-sur-Odon deviennent des communes déléguées et Noyers-Missy est le chef-lieu de la commune nouvelle. À l'origine, Noyers-Bocage et Missy devaient perdre chacune en cette occasion leurs propres statuts de communes déléguées jusqu'à un arrêté rectificatif.

## Politique et administration
| Période      | Période       | Identité     | Étiquette | Qualité                                                           |
| ------------ | ------------- | ------------ | --------- | ----------------------------------------------------------------- |
| janvier 2016 | décembre 2016 | Jacky Godard | SE        | Retraité de l'Éducation nationale, maire délégué de Noyers-Bocage |

| Nom                   | Code Insee | Intercommunalité           | Superficie (km2) | Population (dernière pop. légale) | Densité (hab./km2) |
| --------------------- | ---------- | -------------------------- | ---------------- | --------------------------------- | ------------------ |
| Noyers-Bocage (siège) | 14475      | CC Villers Bocage Intercom | 8,87             | 1 276 (2021)                      | 144                |
| Missy                 | 14432      | CC Villers Bocage Intercom | 5,06             | 544 (2021)                        | 108                |

## Démographie
En 2014, la commune comptait 1 643 habitants.

## Lieux et monuments
- Église Saint-Jean-Baptiste de Missy.
- Église Notre-Dame de Noyers-Bocage.